# Натанаил Матов
Натанаил Матов с псевдоним Танаил е български просветен деец и революционер, деец на Вътрешната македоно-одринска революционна организация.

## Биография
Включва се в дейността на ВМОРО. Натанаил Матов е сред учителите през учебната 1909/1910 година в Скопското българско свещеническо училище. Учител е в гимназията в Неврокоп и е самодеец в читалището.